# Frasne-le-Château
Frasne-le-Château ist eine Gemeinde im französischen Département Haute-Saône in der Region Bourgogne-Franche-Comté.

## Geographie
Frasne-le-Château liegt auf einer Höhe von 245 m über dem Meeresspiegel, neun Kilometer nordöstlich von Gy und etwa 27 Kilometer nordnordwestlich der Stadt Besançon (Luftlinie). Das Dorf erstreckt sich im Südwesten des Départements, im Saônebecken in einer Mulde an der Quelle der Jouanne.
Die Fläche des 12,50 km² großen Gemeindegebiets umfasst einen Abschnitt der leicht gewellten Landschaft südöstlich der Saône. Der zentrale Teil des Gebietes wird von der weiten Mulde von Frasne eingenommen, die durchschnittlich auf 250 m liegt. In der Mulde entspringt die Jouanne, die das Gebiet nach Norden zur Romaine entwässert. Im Bereich des Dorfes überwiegt landwirtschaftliche Nutzung. Nach Nordwesten erstreckt sich das Gemeindeareal mit einem schmalen Zipfel in die nur schwach reliefierte Landschaft des Bois de Saint-Gand, die aus tertiären Ablagerungen aufgebaut ist. Im Südosten steigt das Gelände allmählich zu den Höhen an, welche das Saônebecken flankieren. Sie bestehen aus einer Wechsellagerung von kalkigen und sandig-mergeligen Sedimenten der mittleren und oberen Jurazeit. Mit 375 m wird auf dem Höhenzug von Grachaux die höchste Erhebung von Frasne-le-Château erreicht.
Nachbargemeinden von Frasne-le-Château sind La Vernotte, Les Bâties und Vaux-le-Moncelot im Norden, Fretigney-et-Velloreille im Osten, Oiselay-et-Grachaux und Villers-Chemin-et-Mont-lès-Étrelles im Süden sowie Étrelles-et-la-Montbleuse im Westen.

## Geschichte
Funde von Werkzeug (Silex) aus prähistorischer Zeit weisen auf eine sehr frühe Besiedlung des Gemeindegebietes hin. Im Mittelalter gehörte Frasne zur Freigrafschaft Burgund und darin zum Gebiet des Bailliage d’Amont. Ein Seitenzweig der Grafen von Burgund ließ im 11. Jahrhundert die Burg von Frasne erbauen, die sich zum Mittelpunkt einer Herrschaft entwickelte. Zusammen mit der Franche-Comté gelangte Frasne mit dem Frieden von Nimwegen 1678 definitiv an Frankreich. Seit 2003 ist Frasne-le-Château Mitglied des 20 Ortschaften umfassenden Gemeindeverbandes Communauté de communes des Monts de Gy.

## Sehenswürdigkeiten

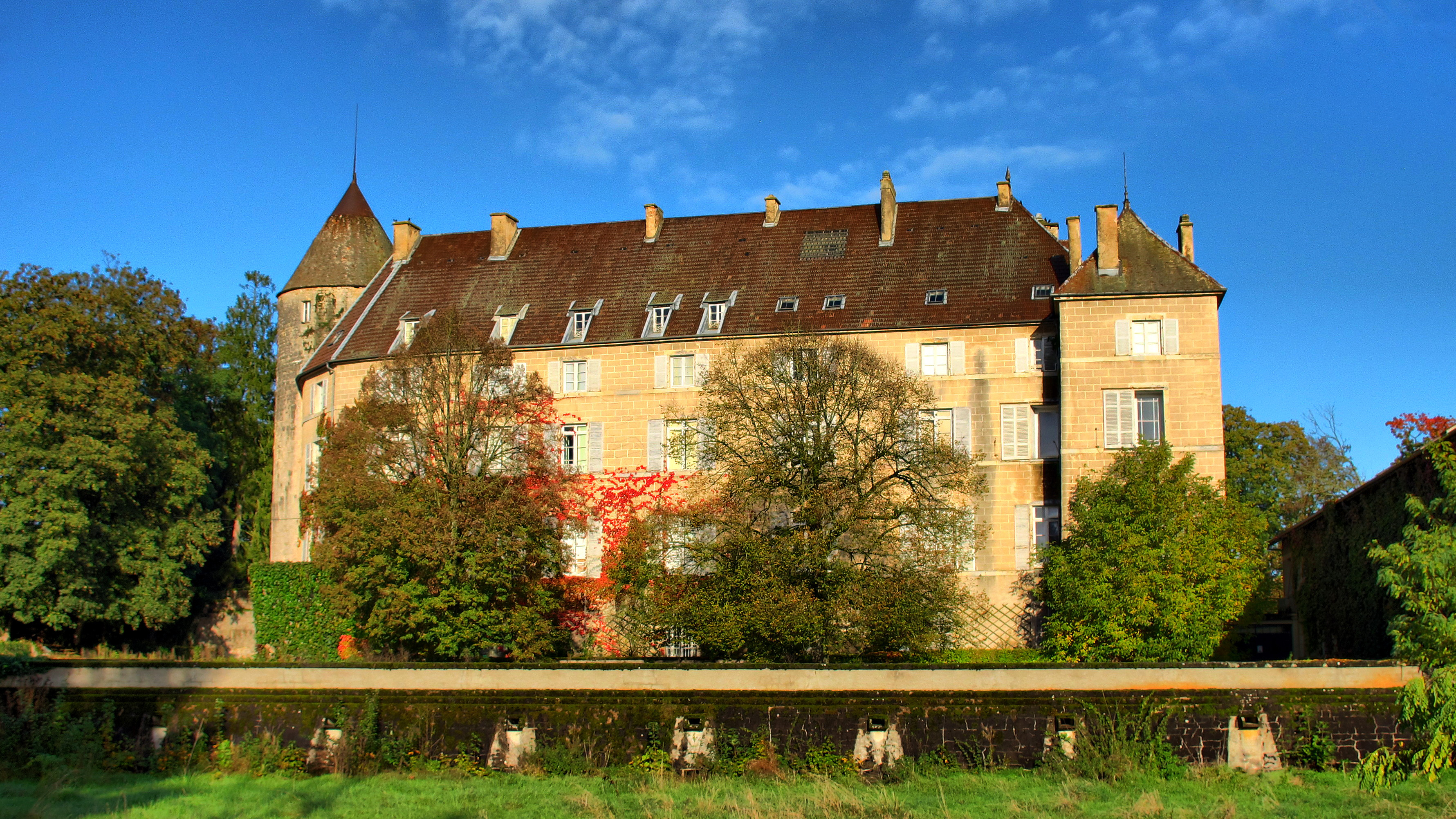
Schloss

Bedeutendster Bau des Ortes ist das Schloss Frasne, dessen heutige Bausubstanz aus dem 16. bis 19. Jahrhundert stammt. Die Kirche von Frasne wurde im 18. Jahrhundert neu erbaut und besitzt eine marmorne Madonnenstatue aus dem 17. Jahrhundert. Zu den weiteren Sehenswürdigkeiten zählen ein Herrschaftssitz aus dem 16. Jahrhundert, das Château Mugnier aus dem 18. Jahrhundert, verschiedene Bauern- und Bürgerhäuser im Ortskern aus dem 18. Jahrhundert sowie das Lavoir, das 1833 nach Plänen von Louis Well errichtet wurde.

## Bevölkerung
| Jahr                       | 1962 | 1968 | 1975 | 1982 | 1990 | 1999 |
| Einwohner                  | 461  | 432  | 414  | 290  | 218  | 228  |
| Quellen: Cassini und INSEE |      |      |      |      |      |      |

Mit 292 Einwohnern (1. Januar 2022) gehört Frasne-le-Château zu den kleinen Gemeinden des Département Haute-Saône. Nachdem die Einwohnerzahl während des 20. Jahrhunderts markant abgenommen hatte (1891 wurden noch 902 Personen gezählt), wurden seit Beginn der 1990er Jahre nur noch geringe Schwankungen verzeichnet.

## Wirtschaft und Infrastruktur
Frasne-le-Château war bis weit ins 20. Jahrhundert hinein ein vorwiegend durch die Landwirtschaft (Ackerbau, Obstbau und Viehzucht) und die Forstwirtschaft geprägtes Dorf. Heute gibt es einige Betriebe des lokalen Kleingewerbes. In den letzten Jahrzehnten hat sich das Dorf zu einer Wohngemeinde gewandelt. Viele Erwerbstätige sind deshalb Pendler, die in den größeren Ortschaften der Umgebung ihrer Arbeit nachgehen.
Der Ort ist verkehrstechnisch gut erschlossen. Er liegt nahe der Hauptstraße D474, die von Gray via Gy nach Vesoul führt. Weitere Straßenverbindungen bestehen mit Étrelles, La Montbleuse und Vaux-le-Moncelot.